# Коварство и любовь
«Кова́рство и любо́вь» (нем. Kabale und Liebe) — мещанская трагедия немецкого писателя Фридриха Шиллера в пяти актах.
Премьера пьесы, повествующей о коварных интригах, приведших к краху искренней любви между дворянином и мещанкой, состоялась 13 апреля 1784 года во Франкфурте-на-Майне. Первоначальное название драмы «Луиза Миллер» (по имени главной героини) было изменено на «Коварство и любовь» по предложению актёра Августа Вильгельма Иффланда. «Коварство и любовь» считается классическим произведением немецкой драматургии.
В 1848 году Джузеппе Верди сочинил по мотивам этой пьесы оперу «Луиза Миллер», либретто для которой написал Сальваторе Каммарано.